# Carl-Henrik Heldin
Carl-Henrik Heldin, född 9 augusti 1952 i Växjö, är en svensk molekylärbiolog och tidigare ordförande för Nobelstiftelsen.
Heldin är uppvuxen i Härnösand. Han disputerade 1980 vid Uppsala universitet, där han senare blivit forskningschef för Uppsalafilialen vid BMC av Ludwiginstitutet för cancerforskning (1986) samt professor i molekylär cellbiologi (1992).
Han blev ledamot av Vetenskapsakademien 1991, ledamot av Kungliga Fysiografiska Sällskapet 2016, utländsk ledamot av Finska Vetenskaps-Societeten 2006, och var ordförande för Nobelstiftelsen 2013–2023.

### Tryckt litteratur
- Kungl. vetenskapsakademien, Matrikel 1998/1999, ISSN 0302-6558, sid. 66.

### Fotnoter
1. 1 2 3 4 5 6  Carl-Henrik Heldin, curriculum vitae, läs online.[källa från Wikidata]
2. ↑  ORCID Public Data File 2023, 27 september 2023, 10.23640/07243.24204912.V1, läs onlineläs online, läst: 10 november 2023.[källa från Wikidata]
3. ↑  Carl-Henrik Heldin får Berzeliusmedaljen, Uppsala universitet, 21 november 2011, läs online.[källa från Wikidata]
4. ↑  Carl-Henrik Heldin tilldelas Anders Jahres stora medicinska pris, Uppsala universitet, 31 oktober 2019, läs online.[källa från Wikidata]
5. ↑  Sveriges befolkning 2000, Version 1.03, Sveriges Släktforskarförbund: Heldin, Carl-Henrik
6. ↑  ”Calle får Silvia till bordet varje år”. allehanda.se. 21 april 2013. https://www.allehanda.se/artikel/calle-far-silvia-till-bordet-varje-ar. Läst 17 oktober 2020.
7. ↑  Heldin, Carl-Henrik (1980) (på engelska). Studies on growth factors for human cultured cells. Abstracts of Uppsala dissertations from the Faculty of Medicine, 0345-004X ; 359. Uppsala: Univ. Libris 7423772. ISBN 91-554-1029-4
8. ↑  "Director: Carl-Henrik Heldin" på Ludwiginstitutet för cancerforskning i Uppsala
9. ↑  ”Utländska ledamöter – Ulkomaiset jäsenet – Foreign members”. Finska Vetenskaps-Societeten. Arkiverad från originalet den 2 april 2015. https://web.archive.org/web/20150402174245/http://www.scientiarum.fi/pdf/LEDAMOTSLISTOR/ufvswebb_alfabetisk_2015-01-27.pdf. Läst 2 mars 2015.
10. ↑  "Carl-Henrik Heldin ny ordförande i Nobelstiftelsens styrelse" på Nobelstiftelsen 11 april 2013